# روزهای مه بارسلون
روزهای مه ۱۹۳۷، که گاهی اوقات رویدادهای مه نیز نامیده می‌شود، مجموعه‌ای از درگیری‌ها بین ۳ تا ۸ مه ۱۹۳۷ بود که طی آن جناح‌های جبههٔ جمهوری‌خواه با یکدیگر در نبردهای خیابانی در مناطق مختلف کاتالونیا، با مرکزیت شهر بارسلونا درگیر شدند و در متن جنگ داخلی اسپانیا جنگی درون‌گروهی شکل دادند.
در این حوادث، طرفداران کمونیست و آنارشیست انقلاب اسپانیا از یک سو با دولت جمهوری‌خواه و دولت کاتالونیا و از سوی دیگر با گروه‌های سیاسی رقیب روبرو بودند. این وقایع اوج تقابل درون جبههٔ جمهوری‌خواهان بود که از قبل از جنگ و انقلاب اسپانیا شروع شده بود و در طول جنگ بر شدت آن افزوده شده بود.

## در فرهنگ عامه
تأثیر و پیامدهای روزهای ماه مه در رمان‌ها و فیلم‌های مختلفی منعکس شده. در آوریل ۱۹۳۸، درود بر کاتالونیا اثر جورج اورول منتشر شد که اولین رمانی بود که در مورد این وقایع نوشته شده بود. این نویسنده انگلیسی، از آنجا که در میان شبه نظامیان POUM خدمت می‌کرد، شخصاً شاهد حوادث بارسلونا بود. برخوردهای ماه مه همچنین در بخشی از رمان La plaça del Diamant (میدان الماس)، که توسط نویسنده کاتالان مرسه رودوردا در سال ۱۹۶۲ منتشر شد، نمایان شده است. این کتاب رمان داستان دختری است که بارسلونای روزهای مه زندگی می‌کند. اقتباسی از این کتاب در فیلم زمان کبوترها، در سال ۱۹۸۲ بروی پرده سینما رفت و کارگردانی آن را فرانچسکو بتریو انجام داد. در سال ۱۹۸۴، فیلم خاطرات ژنرال اسکوبار به کارگردانی خوزه لوئیس مادرید منتشر شد. این داستان از ژنرال آنتونیو اسکوبار هوئرتاس و نقش وی در طول جنگ داخلی اسپانیا و حوادث بارسلونا می‌گوید.
در سال ۱۹۹۵، کن لوچ ، کارگردان فیلم انگلیسی، با الهام از کار جورج اورول، فیلم زمین و آزادی را کارگردانی کرد. وقایع ماه مه در بارسلونا تا حدودی در فیلم به تصویر کشیده شده است، با شباهت‌های خاصی به کار اورول، گرچه واقعیت‌ها را بسیار ساده‌تر مطرح می‌کند. دختران کابلی، درام اسپانیایی نتفلیکس، با دراماتیزه کردن حوادث، روزهای مه را به تصویر می‌کشد، اما به جای بارسلونا در مادرید وقایع رخ می‌دهند.